# Badanaguppe, Chamarajanagar
Badanaguppe là một làng thuộc tehsil Chamarajanagar, huyện Chamarajanagar, bang Karnataka, Ấn Độ.